# Grewia vernicosa
Grewia vernicosa är en malvaväxtart som beskrevs av Schinz. Grewia vernicosa ingår i släktet Grewia och familjen malvaväxter. Inga underarter finns listade i Catalogue of Life.